# 雷肯
雷肯是德国北莱茵-威斯特法伦州的一个市镇。总面积78.55平方公里，总人口14066人，其中男性7207人，女性6859人（2011年12月31日），人口密度179人/平方公里。